# Lehokolo

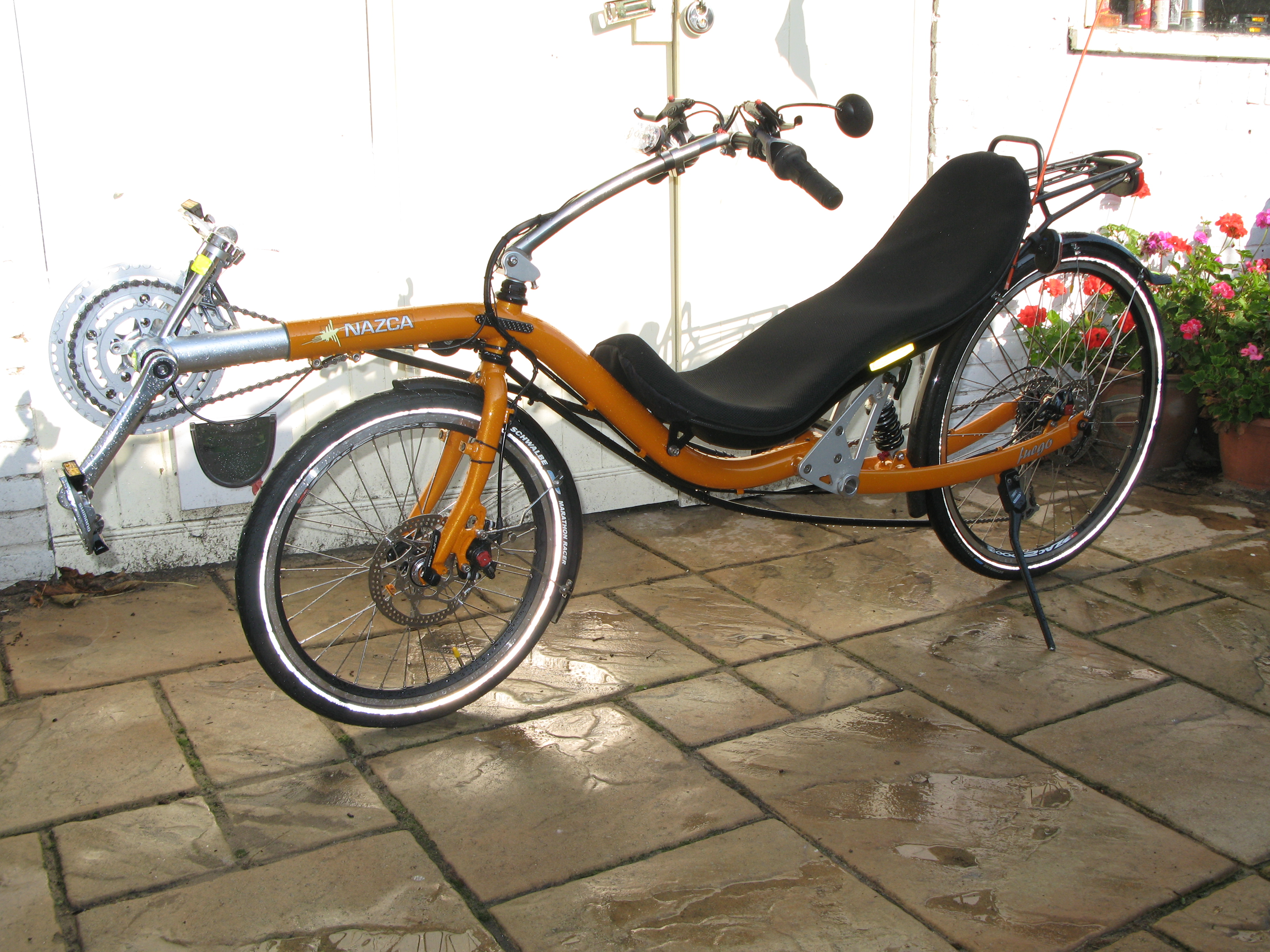
Lehokolo Nazca Fuego

Lehokolo je jízdní kolo, na němž jezdec jede v pololežící nebo ležící poloze. Oproti klasickým bicyklům lehokola poskytují vyšší pohodlí při jízdě; váha jezdce je rozložena na poměrně velkou plochu anatomicky tvarované sedačky. Většina lehokol má také menší aerodynamický odpor daný menší čelní plochou. Aerodynamicky kapotovaná lehokola jsou nejrychlejší bicykly na světě, i s nekapotovanými bylo dosaženo vyšších výkonů než jsou oficiální rekordy registrované Mezinárodní cyklistickou unií (UCI). Z oficiálních závodů byla lehokola UCI vyloučena novými přísnějšími technickými předpisy v roce 1934.
Lehokola existují v široké škále konstrukcí co se týče rozvoru, rozměrů kol, umístění řídítek i pohonu zadního nebo předního kola; od silničních a dráhových závodních speciálů až po robustní celoodpružená kola pro náročnou expediční cyklistiku.

## Technické informace

### Rozvor
Lehokola se podle rozvoru dají rozdělit do tří kategorií:
- Krátkorozvorová lehokola (short wheelbase – SWB) mají pedály před předním kolem a rozvor jenom o málo delší než konvenční kola.
- Dlouhorozvorová lehokola (long wheelbase – LWB) mají pedály mezi předním a zadním kolem
- Kompaktní dlouhorozvorová lehokola (CLWB) mají pedály nad předním kolem nebo v jeho blízkosti. Zpravidla se toto řešení používá pro městská kola se vzpřímenější polohou jezdce a malými koly.

### Pohon
Většina lehokol má poháněné zadní kolo. Je to ve většině případů nejjednodušší a nejúčinnější způsob přenosu výkonu. Nevýhodou je nutnost velmi dlouhého řetězu, obvykle je řetěz oproti konvenčním kolům zhruba 2,5× delší a tudíž i těžší. Blízkost pedálů a předního kola však dává možnost pohánět i přední kolo. Existují v zásadě dva způsoby, jak pohánět přední kolo. Při prvním z nich je středové složení na pevné části rámu, řetěz běží na tahové straně od převodníku přes velkou kladku a mezi touto kladkou a pastorky na předním kole se řetěz kroutí. Zpět od pastorků se vrací přes další kladku. Tento systém umožňuje použít kratší řetěz ale je náročnější na správný návrh geometrie přední vidlice a polohy kladky na tahové straně. Druhým způsobem pohonu předního kola je rozdělení rámu kloubem a pevné spojení přední části rámu s přední vidlicí. Pohon pak připomíná řešení používané na kolech běžné konstrukce, většina takto řešených lehokol je však mnohem náročnější na osvojení, síly při záběru do pedálů se přenášejí do výchylek předního kola. Zkušení jezdci však dokáží takové lehokolo uřídit jenom nohama včetně fáze rozjezdu.

### Řízení
Pro řízení lehokol se používají různé systémy uspořádání: řídítka nad sedačkou (horní řízení), řídítka pod sedačkou (spodní řízení) a různé systémy s kloubem uprostřed. U horního řízení se v zásadě používají dvě varianty – u první má představec podobu jakési „kormidelní páky“ mířící k jezdci zakončené krátkými řídítky, celé řízení se pro usnadnění nasedání dá vyklopit dopředu. U některých lehokol je nepříjemný „efekt kormidelní páky“ odstraněn kardanovým kloubem mezi řídítky a přední vidlicí, tento kloub však musí fungovat pokud možno bez vůlí. U druhé varianty míří představec dopředu a řídítka obcházejí širokým obloukem jezdcova kolena (tzv. Superman). Spodní řízení má řídítka umístěná pod sedačkou, jezdcovy ruce při jízdě visí dolů podél těla. Řídítka jsou s přední vidlicí spojená většinou táhlem ale existují i řešení, kdy jsou řídítka přímo spojená s dlouhým představcem mířícím dozadu. Většina výrobců lehokol nabízí u svých výrobků spodní i horní řízení. U lehokol se středním kloubem (systémy označované jako Flevobike nebo Python) řídítka slouží víceméně jenom jako držáky pro brzdové páky a řazení, ve skutečnosti se takové lehokolo řídí prakticky jenom nohama.

### Průměr kol
Značná různorodost panuje také u používaných průměrů kol. Jedním z nejčastějších uspořádání je použití 20” kola vepředu a 26” kola vzadu. Menší přední kolo vepředu umožňuje postavit lehokolo s níže umístěnou sedačkou usnadňující nastupování a zmenšuje se možnost kolize předního kola s patou v ostrých zatáčkách. Existují však i lehokola s oběma koly o stejném rozměru (2×26” nebo 2×20”), je možné se setkat i s 28” koly jako u silničních kol.

### Odpružení
Používání odpružení se nevyhýbá ani lehokolům, lehokola využívající odpružení převzatého z horských kol nejsou žádnou výjimkou ani mezi amatérskými stavbami. Existují i zjednodušená řešení s odpružením zadního kola jednoduchou pružinou nebo elastomerem. Lehokola jsou méně náchylná k rozhoupání například nevhodným šlapáním: na rozdíl od vzpřímeného kola jezdec nešlape dolů proti odpružení, ale dopředu, kolmo na směr odpružení.

### Kapotáž

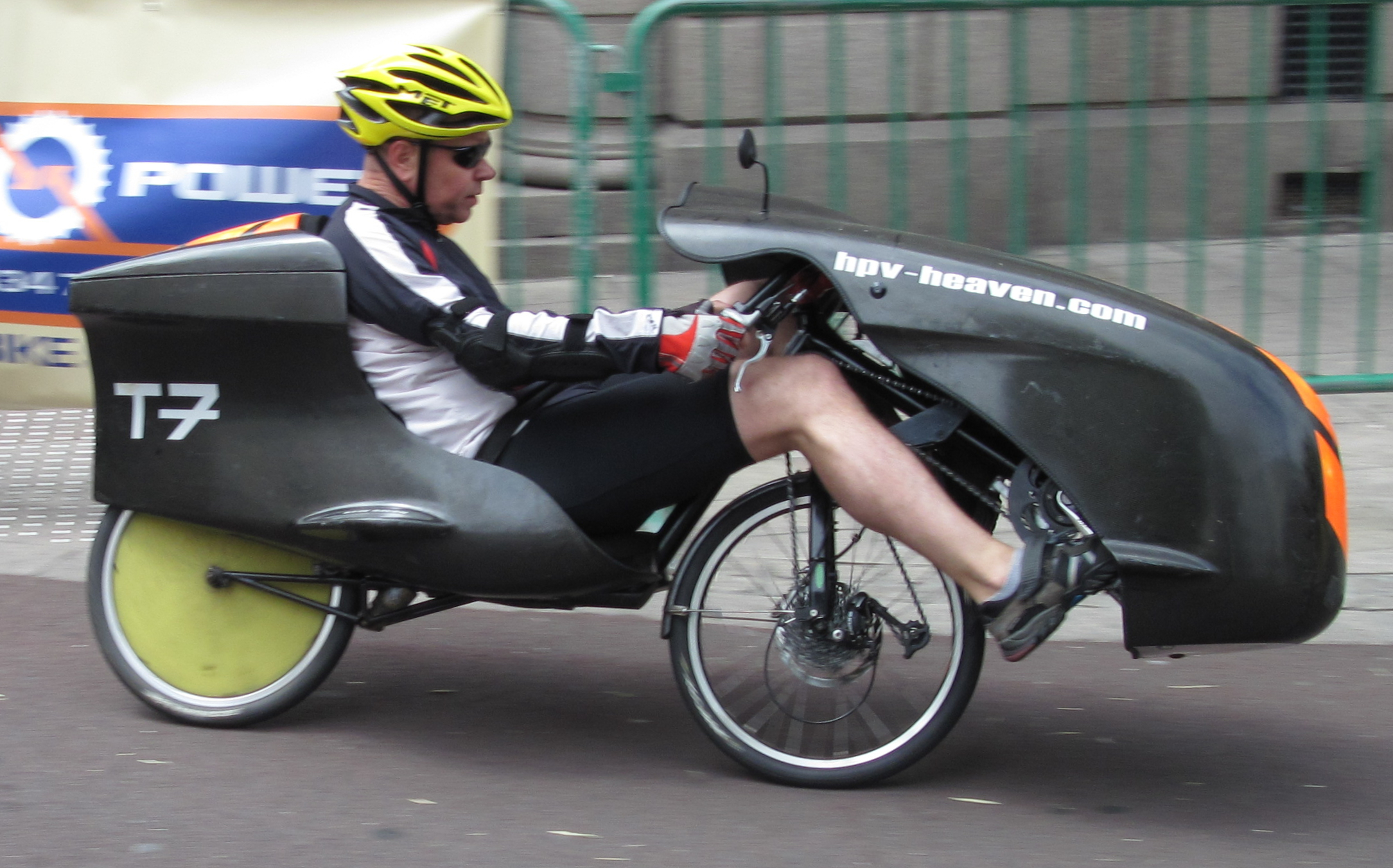
Částečně kapotované lehokolo

Aerodynamické vlastnosti lehokola je možné ještě dále vylepšit použitím aerodynamické kapotáže. Kapotáž má formu průhledného štítu před jezdcem nebo tzv. tailboxu zabraňujícímu víření vzduchu za zády jezdce. Existují i zcela zakapotovaná lehokola, jedná se však o závodní speciály které nejsou do běžného provozu příliš vhodné (citlivost na boční vítr, někdy i potřeba asistence při rozjezdu a zastavení). Zcela kapotovaná lehokola drží rychlostní rekordy lidskou silou poháněných vozidel.

## Specifické kategorie

### Lowracer

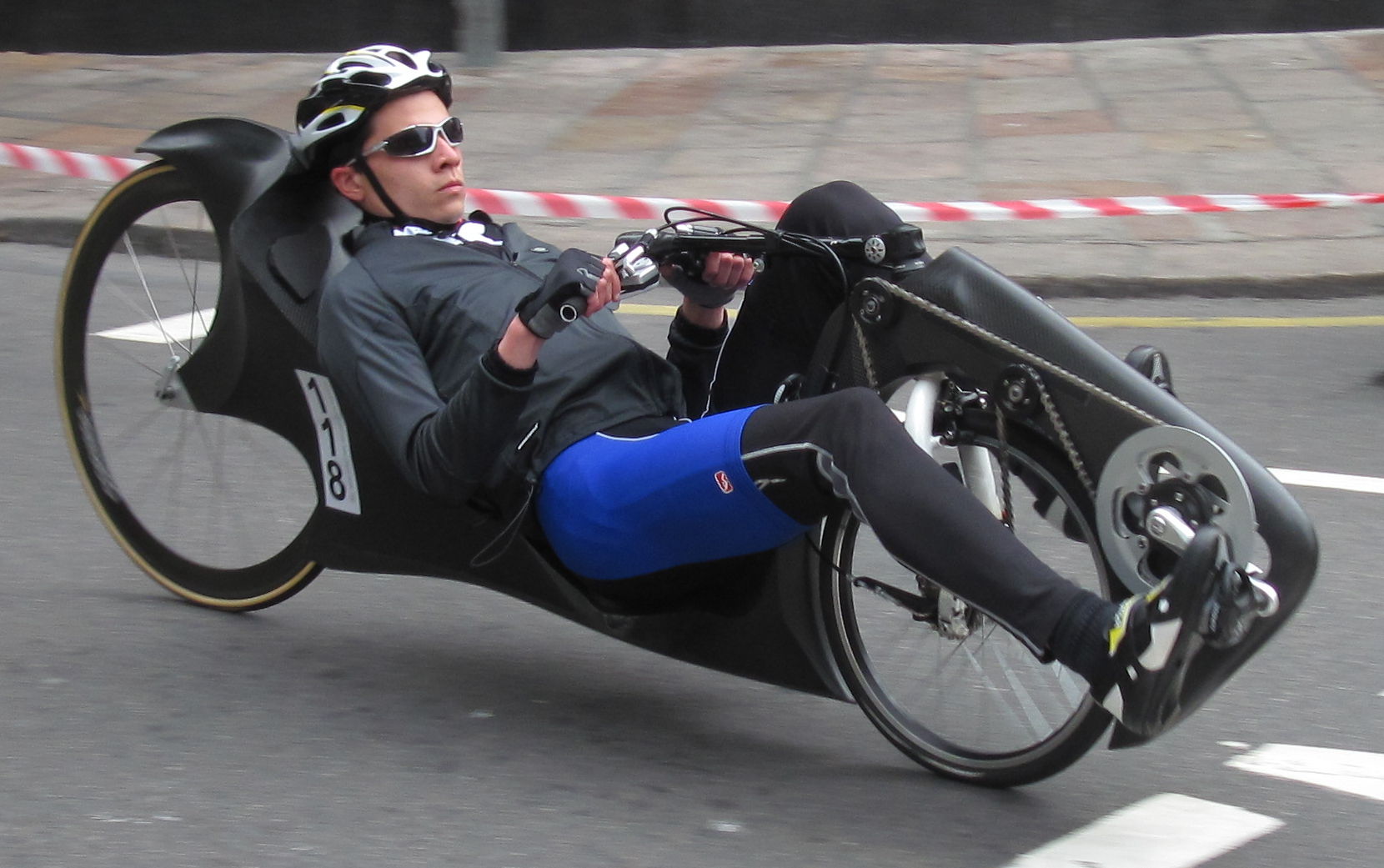
Lowracer z uhlíkatého kompozitu s pohonem předního kola

Jako tzv. lowracer je označováno závodní lehokolo jehož konstrukce je optimalizována na co nejmenší čelní plochu. Zpravidla má dvě 20” kola nebo 20” kolo vepředu a 26” kolo vzadu. Jezdec sedí v silně ležaté poloze spíše mezi koly než nad nimi. Výsledkem je velmi rychlé kolo, které však není příliš vhodné do silničního provozu.

### Highracer

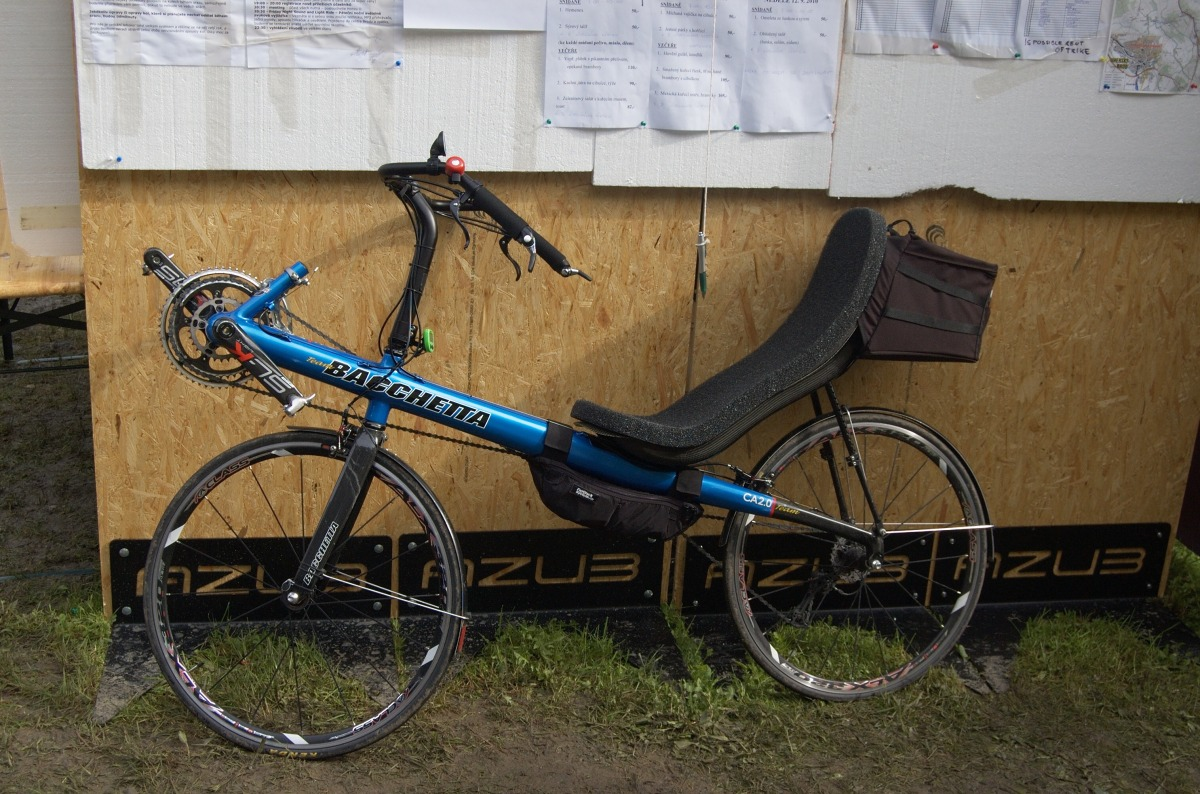
Bacchetta Carbon Aero jako ukázka highraceru

Highracer je variantou závodního lehokola, poloha jezdce je rovněž silně ležatá ale použita jsou větší kola (26” nebo dokonce 28”). Jezdec sedí ve srovnání s lowracerem výše, takové lehokolo je snadněji ovladatelné zejména při nižších rychlostech a svými vlastnostmi je použitelné i v silničním provozu

### Tandemy
Lehokola existují i jako tandemy. Jistým problémem je značná délka takových tandemů, zpravidla proto bývá sedačka předního jezdce umístěna výše aby pod ní mohly být pedály zadního jezdce. Existují i tandemy na kterých jsou jezdci zády k sobě (back to back) a každý z nich pohání jedno kolo.

### Tříkolky
Blízkým příbuzným lehokol jsou tříkolky s ležatou polohou jezdce. Existují dvě základní koncepce, a to tříkolky s jedním kolem vepředu a dvěma vzadu nebo dvěma vepředu a jedním vzadu. Výhodou tříkolek je skutečnost, že odpadají starosti o udržování rovnováhy, jezdec nemusí po zastavení sundávat nohy z pedálů. Tříkolku je možné zpřevodovat tak, aby bylo možné překonávat i strmé stoupání rychlostí při které by již na kole bylo obtížné udržovat rovnováhu. Ve sjezdech je možné projíždět zatáčky vysokou rychlostí, zejména s tříkolkami se dvěma koly vepředu, které se jeví jako stabilnější. Tříkolka je vhodná i pro osoby, které nemohou pro různá postižení nebo poruchy pohybové koordinace (Parkinsonova choroba) jezdit na kole. Jistými nevýhodami je vyšší hmotnost tříkolky a problémy se skladováním dané jejími rozměry.

## Výroba

### Firmy
Lehokola v současné době vyrábí celá řada výrobců v širokém rozmezí variant. Vesměs jde o firmy, které nevyrábí žádná klasická kola. Některé firmy jsou specializované jen na výrobu lehotříkolek. Základní přehled výrobců (abecedně):
- AZUB,
- Bachetta Bicycles,
- Barcroft,
- BigCat,
- Bigha,
- BikeE,
- Burley,
- Catrike,
- Challenge,
- Earth Cycles,
- Easy Racers,
- Greengear,
- Greenspeed,
- Haluzak,
- Hell Bent Cycles,
- Hotmover,
- HP Velotechnik,
- Human Powered Machines,
- Inspired Cycle Engineering,
- Lightning Cycle Dynamics,
- Linear,
- Longbikes,
- Maxarya,
- Optima,
- Penninger Recumbents,
- Peugeot (Shoda jména s automobilkou je náhodná, jedná se o kanadského výrobce LWB),
- Rans,
- Reynolds Weld Lab,
- Rotator,
- S&B,
- Stercl,
- TerraCycle,
- Vision,
- Windcheetah,
- WizWheelz.

### Domácí výroba
Mezi majiteli lehokol existuje dosti početná komunita lidí, kteří si své lehokolo vyrobili sami. Při amatérské stavbě jsou většinou využívány díly z rámů jiných kol, především horských. Mezi amatérskými stavbami je možné vidět i plně odpružená lehokola, rámy z netradičních materiálů jako je dřevo, překližka nebo bambus, někteří dokonce zvládli domácí výrobu rámů z uhlíkatého kompozitu. Pro některé stavitele lehokol je konstruování a výroba lehokol stejnou zábavou jako ježdění s nimi.

## Srovnání s konvenčními koly
Výhody
- bezpečnost. Poloha jezdce jedoucího na lehokole zajišťuje vyšší míru pasivní bezpečnosti, v případě nárazu se jezdec pohybuje nohama napřed a nepřepadne hlavou napřed přes řídítka. Při pádu z lehokola padá jezdec z menší výšky, což rovněž snižuje závažnost následků. Níže položené těžiště rovněž umožňuje razantnější brzdění přední brzdou bez nebezpečí pádu přes řídítka.
- pohodlí. Poloha jezdce na lehokole je mnohem pohodlnější než poloha jezdce na běžném kole. Váha je rozložena na větší plochu a jezdci na lehokolech netrpí bolestmi zad a rukou.
- výhled. Jezdec na lehokole jede v přirozenější poloze, kdy se může dívat přímo před sebe. U konvenčních kol, zejména silničních, je jezdec předkloněný a pro pohled přímo před sebe musí zaklonit hlavu.
- zdraví. Mnoho cyklistů přešlo na lehokola z důvodů chronických bolestí zad nebo krční páteře, kterými trpěli při jízdě na kole. Poloha jezdce na lehokole umožňuje snadnější dýchání. Rovněž odpadají problémy s tlakem sedla na nervy v pánevní oblasti, který může podle některých lékařských studií způsobovat problémy s mužskou impotencí.
- rychlost. Lehokolo má díky menší čelní ploše menší aerodynamický odpor. To se projevuje vyšší rychlostí při stejném úsilí tam, kde je cyklista schopen dosáhnout rychlosti, při které tvoří aerodynamický odpor rozhodující část jízdního odporu; typicky při jízdě z kopce, po rovině, do mírného stoupání nebo proti větru.
- rychlejší průjezdy zatáčkami. U téměř všech lehokol je středové složení uloženo výše než u konvenčních kol, takže je možné šlapat i při průjezdu ostrými zatáčkami, ve kterých by u konvenčních kol hrozilo zachycení pedálem o zem.

Nevýhody:
- rovnováha. Na lehokole je obtížnější udržení rovnováhy, nízko položené těžiště vyžaduje rychlejší a přesnější zásahy do řízení; navíc jezdec na lehokole má jenom omezenou možnost vyvažování tělem. Jízda nízkou rychlostí může být proto obtížná, zejména pro méně zkušené jezdce.
- rozjezdy a zastavování. Náročnější udržování rovnováhy a nemožnost odrazit se při rozjezdu nohou vedou k pomalejším a nejistějším rozjezdům.
- manévrovací schopnosti. Obtížnější udržování rovnováhy spolu s větší délkou vede také k obtížnějšímu manévrování při nižších rychlostech, jako je například otáčení na silnici. Na krátkorozvorových lehokolech je možné provést stejně ostrou zatáčku jako na konvenčních kolech, ale vyskytují se problémy s kolizí předního kola a nohou.
- délka rámu. Lehokola jsou téměř vždy delší než konvenční kola a delší jsou i jejich rámy. To vede jednak k pružení přední části rámu při šlapání a snížení účinnosti šlapání, jednak k problémům s manévrováním s lehokolem ve stísněných prostorech.
- viditelnost. Jezdec na lehokole sedí níž než na konvenčním kole, takže je jednak méně vidět, jednak sám méně vidí. Chybí především výhled nad střechami aut. Menší čelní plocha lehokola vede i k jeho menší viditelnosti přímo zepředu nebo zezadu, jezdec si také musí dávat pozor, aby nezůstal ukrytý mezi auty. Někteří majitelé lehokol proto svoji viditelnost zlepšují pestrobarevnými vlaječkami na tyčce nad sedačkou.
- cena. Většina lehokol je dražší než srovnatelná konvenční kola. Tato skutečnost je způsobena tím, že většina lehokol je vyráběna více či méně ručně v malých sériích, což jejich výrobu prodražuje.
- nestandardní design. Lehokola se v řadě svých tvarů a proporcí výrazně odlišují od konvenčních kol. To způsobuje nekompatibilitu lehokol s různým příslušenstvím jako jsou montážní stojany, stojany pro parkování kol nebo nosiče kol na automobily.
- bezpečnost. Přestože jsou lehokola považována za všeobecně bezpečnější než konvenční kola, mají svoje bezpečnostní specifika. Při přejezdu příčné nerovnosti může dojít k pádu nohou z pedálů a jejich zachycení o zem s možností pádu nebo dokonce zranění nohou. Při pádu na bok může také dojít k zkroucení nohy pod tělem, pokud se jezdec pokouší pádu zabránit položením nohy na zem.

Schopnost jízdy do kopce
Schopnost lehokola jet do kopce je předmětem řady sporů. Často je možné se setkat s tvrzením, že lehokolo je do kopce pomalejší, protože není možné se zvednout ze sedla a šlapat ve stoje. Lehokola mají zpravidla větší rozsah převodů umožňující vyjíždět s vyšší kadencí i strmá stoupání; ne každému jezdci však takový styl šlapání vyhovuje. Silovější jezdci se mohou pro zvýšení síly zapřít zády proti sedačce, zejména u lehokol se vzpřímenější polohou jezdce. V praxi však bývají lehokola ve stoupání poněkud pomalejší, zejména ve strmějších stoupáních, kde se výrazněji projeví hmotnostní handicap. U lehokol s pohonem předního kola se ve strmějších stoupáních na nezpevněných cestách projevuje také nedostatečná adheze.

## Historie

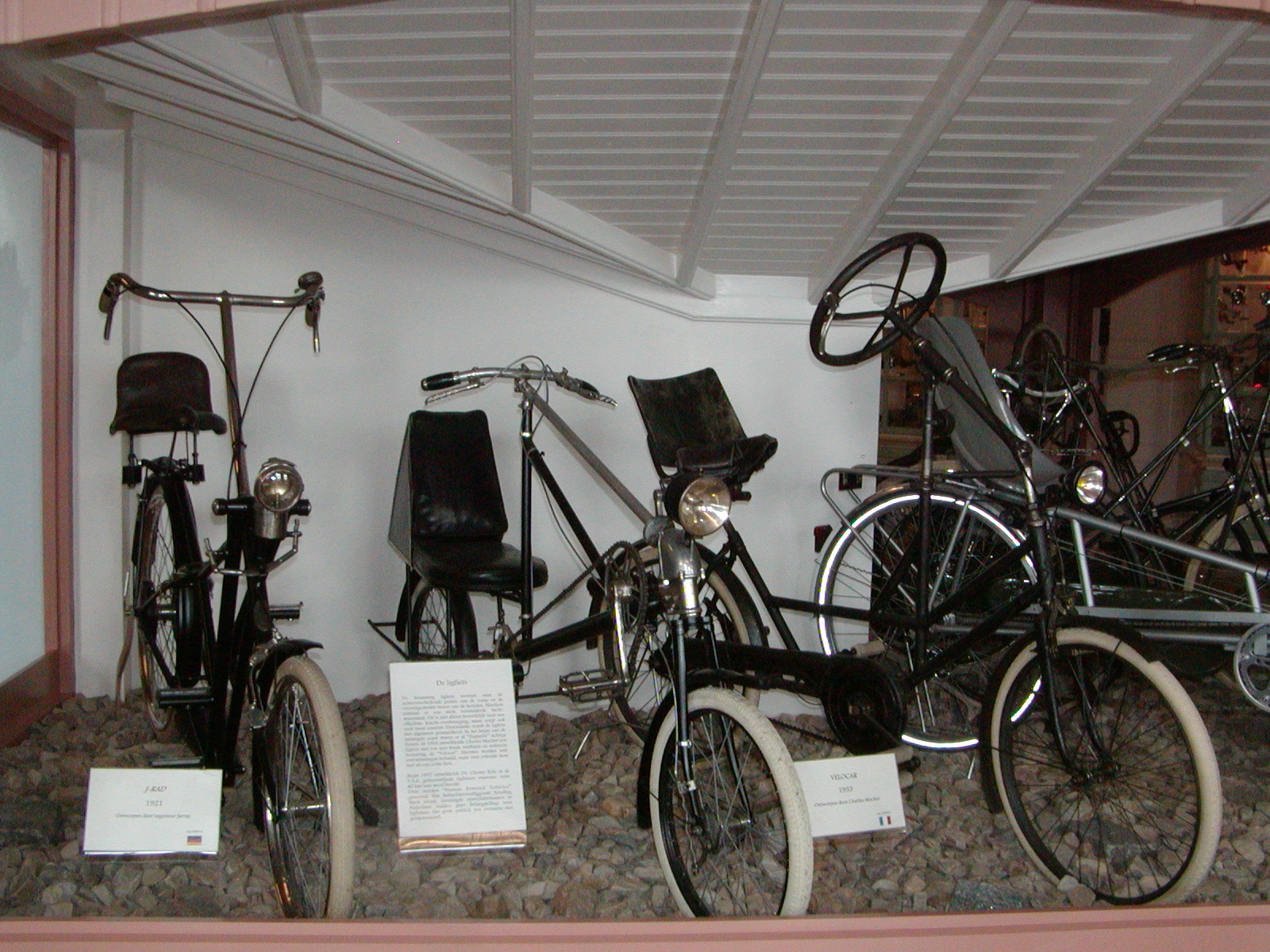
Historická lehokola v muzeu Velorama

První pokusy o konstrukci lehokol je možné vystopovat až do 19. století. Z roku 1893 pochází kresba jezdce na lehokole zveřejněná v časopise Fliegende Blätter. Pravděpodobně první zdokumentované lehokolo je Chalandovo „Horizontal bicyclette normale“ z roku 1896, z roku 1902 pochází patent na lehokolo H. Jarvise, v roce 1905 vyrobil a prodal P. W. Bartlett v Anglii několik lehokol se spodním řízením. V roce 1914 byl v Holandsku nabízen „Armstoel fiets“, z dnešního pohledu dlouhorozvorové lehokolo, podobné kolo bylo nabízeno po první světové válce ve Francii.

### Mochetův Velocar
Ve 30. letech do konstrukce lehokol zasáhl Charles Mochet. Mochet ve 30. letech vyráběl malá lidskou poháněná vozidla poháněná dvěma jezdci sedícími vedle sebe. Vozidlo pojmenoval Velocar. Velocar byl ve Francii dosti oblíbený, byl poměrně rychlý ale nebylo s ním možné projíždět zatáčky příliš rychle. Mochet experimentoval s tříkolovou variantou a nakonec obrazně řečeno rozpůlil Velocar podélně a zkonstruoval lehokolo. Toto lehokolo bylo vyráběno jak v cestovní, tak i v závodní variantě. Jako první s Mochetovým závodním lehokolem závodil Francis Faure, který na lehokole dosáhl řady úspěchů v dráhových závodech, přestože dříve výraznějších úspěchů nedosahoval. Dalším jezdcem, který závodil s Mochetovým lehokolem byl Manuel Morand, který se v roce 1934 zúčastnil řady silničních závodů o délce 250–350 km. Ve stoupáních sice zaostával, proti dobře sehraným týmům byl v nevýhodě ale přesto dokázal dosáhnout několika dobrých výsledků; zejména na rovinách dokázal demonstrovat výhody lehokola a bylo ho vidět v čele pelotonu. Vrcholem závodního využití Mochetových lehokol byl světový rekord v hodinovce, kdy 7. 7. 1933 Francis Faure ujel za jednu hodinu 45,055 km. Tento rekord však nebyl UCI uznán a naopak byla UCI vypracována nová technická pravidla která použití lehokol v oficiálních závodech znemožnila. V roce 1938 Charles Mochet spolu se svým synem Georgem opatřili Velocar aerodynamickou kapotáží, se kterou 5. 3. 1938 zajel Faure hodinovku průměrem 50,537 km/h.

### Renesance lehokol
Po vyloučení lehokol z oficiálních závodů se vývoj lehokol na několik desetiletí víceméně zastavil. K renesanci dochází až v 70. letech 20. století. V roce 1974 je v Long Beach pořádáno mistrovství lidskou silou poháněných vozidel a v roce 1976 je založena IHPVA (International human powered vehicle association). V roce 1979 začíná firma Easy Racers sériovou výrobu LWB lehokol. V 80. letech nastává rozmach lehokol i v Evropě. Od té doby vznikla celá řada výrobců lehokol a počet lehokol pomalu ale jistě stoupá.

## Výkonnost
Možností přímého srovnání výkonnosti lehokol a konvenčních kol v závodě není mnoho. Pokud k němu však dojde, dosahují jezdci na lehokolech výborných výsledků, především v závodech na delší vzdálenosti. Například v roce 2009 vyhrál tým výrobce lehokol RANS Race Across America, cyklistický závod napříč USA od pacifického k atlantskému pobřeží.
Nejvyšší rychlost dosažená na kole bez aerodynamické podpory jiného vozidla je 132,50 km/h; této rychlosti dosáhl 18. 9. 2008 na trati 200 m s letmým startem Sam Whittingham na aerodynamicky kapotovaném lehokole Varna Diablo 3. Tentýž jezdec 19. 7. 2009 zajel hodinovku na kapotovaném lehokole Varna Tempest průměrnou rychlostí 90,6 km/h. Rekord v hodinovce pro lehokola bez kapotáže má hodnotu 52,074 km, výkonu dosáhl dne 18. 10. 2009 Aurelien Bonneteau.Pro srovnání oficiální rekord UCI v hodinovce má hodnotu 49,7 km (Ondřej Sosenka, 2005), nejlepší UCI registrovaný výkon (dnes jako rekord neuznávaný) má hodnotu 56,375 km/h (Chris Boardman, 1996). Na druhou stranu na kratších vzdálenostech jsou rekordy lehokol za oficiálními rekordy UCI.